# Lisah Samuelsson
Lisah Samuelsson, född 10 juni 1980, är en svensk innebandyspelare som spelar back i Balrog B/S IK. Vann VM-guld med Sverige både 2007, 2009 och 2011. Vid Världsmästerskapet i innebandy för damer 2009 blev hon uttagen i All Star Team.

## Klubbar i karriären
- Onsala IK
- Bräckans IBK
- Pixbo Wallenstam IBK
- Högdalens AIS
- Balrog B/S IK